# Seduns
Els seduns (llatí: Seduni) foren un poble gal alpí de la vall alta del Roine, veïns dels nantuates. Són esmentats al Trofeu dels Alps. Vivien a l'est dels veragres. La ciutat principal es deia Oppidium Seduni, moderna Sion o Sitten.